# Réquiem (banda)
Réquiem es una banda española de Folk Metal nacida en diciembre de 2010 en San Javier, Murcia.

## Historia de Réquiem
Réquiem nació en diciembre de 2010. En sus inicios el grupo tenía una tendencia Rock/Punk comercial en inglés, pero en enero de 2012 el grupo experimentó un gran cambio al comenzar a tocar Folk Metal y con las voces en español. La formación del grupo en 2011 era Joel Camarasa a la batería, Jaime Óscar Giráldez (Kuroi) y Guillermo Martí (Wylx) a las guitarras, Mike al bajo y Javier Fernández a la voz. Por motivos de estudios Javier Fernández tuvo que cambiar de residencia y abandonar el grupo. En su lugar entró Miguel Ángel (Kascales).
En enero de 2012 y tras ya haber experimentado el cambio al Folk Metal, Miguel Ángel abandonó el grupo por motivos personales y en su lugar entró Erika Carvalho a la voz. Más tarde se unieron a la banda Corina Martínez al violín y Claudia Mayordomo a la flauta. A lo largo de 2015 el grupo sufrió una serie de cambios en su formación, en la que Guillermo (Wylx), Erika, Corina Martínez y Claudia Mayordomo abandonaron el grupo y en su lugar se incorporaron Asensio Bernal al violín, Álvaro Tárraga a la guitarra y Juan Martínez (Juaniko Hell) a la voz. El 3 de mayo de 2016 falleció Juan Martínez (Juaniko Hell) dejando a la banda sin cantante.

## Discografía
En septiembre de 2013 Réquiem sacó un EP llamado Origen, y está formado por cuatro canciones siendo las siguientes: 
- Lobo
- Hogar Roto
- Luna Negra
- Nuevo mundo